# Edmond Enoka
Edmond Enoka (Douala, 17 dicembre 1955) è un ex calciatore camerunese, di ruolo difensore.

## Carriera
Con la Nazionale camerunese ha preso parte ai Mondiale del 1982 in Spagna ed ha vinto la Coppa d'Africa nel 1984.